# A New York Cowboy
Pour les articles homonymes, voir Cowboy.
A New York Cowboy est un film muet américain réalisé par Francis Boggs et sorti en 1911.

## Fiche technique
- Réalisation : Francis Boggs
- Production : William Selig
- Date de sortie : 
  -  États-Unis : 29 août 1911

## Distribution
- Thomas Carrigan : Harry
- Myrtle Stedman
- Herbert Rawlinson
- Otis Thayer : le patron